# Akko (Nigeria)
Pour les articles homonymes, voir Akko.
Akko est une zone de gouvernement local de l'État de Gombe au Nigeria,.

## Source
- (en) Cet article est partiellement ou en totalité issu de l’article de Wikipédia en anglais intitulé « Akko, Nigeria » (voir la liste des auteurs).